# Алі Мітаєв
Алі Бамат-Гірійович Мітаєв (1881, село Автури, Терська область — 1925, Ростов-на-Дону) — чеченський політичний і релігійний діяч, член ревкому Чеченської автономної області .

## Біографія
Народився в 1881 році в селі Автури (нині — в Шалінському районі Чечні) в родині шейха Бамат-Гірей-Хаджі Мітаєва. Представник тайпу Гуной. Закінчив початкову школу в Грозному, потім здобув духовну освіту в медресі. Володів чеченською, російською та арабською мовами.
У 1912 році в селі Автури в ознаменування 300-річчя дому Романових створив медресе та російську школу, в яких викладали чеченську, російську, арабську мови, теологію, математику, риторику, географію, астрономію, історію. А.Мітаєв запросив російських вчителів з Грозного, платив їм зарплату, а також ніс витрати на утримання дітей.
Після смерті батька в 1914 був оголошений шейхом і продовжувачем справи батька. Прагнув до створення на Північному Кавказі ісламської держави; створював світські та шаріатські суди.

Бойовий прапор Шаріатського полку

Під час Громадянської війни в Росії очолював шаріатський полк. На початку 1918 року організував без втрат виведення частин Білої армії (близько 2500 осіб) з обложеної фортеці Ведено. Протягом дев'яти місяців утримував рубежі по Тереку, не допустив вторгнення козацьких частин у Чечню. Не пропустив через територію Чечні загін військового старшини Терського козачого війська Л. Бічерахова (більше 3000 осіб), який намагався пройти в Моздок з Порт-Петровська для підтримки повстання терських козаків, піднятого там Г. Бічераховим. У боях з антикомуністичними формуваннями Терської Козаче-Селянського ради Г. Бічерахова 5-12 вересня 1918 відстояв Грозний; загони козаків були змушені відступити в Дагестан. З двома тисячами мюридів прийшов на допомогу Кавказькій Ісламській армії, що змусило генерал-майора Л. Бічерахова в листопаді 1918 відступити з Порт-Петровська до Баку. 1919 року воював проти російських військ генерала Д. Драценка, невдало обороняв Цоці-юрт, пізніше взятий терськими козаками.
За рекомендацією голови ревкому Чеченської аавтономної області Т. Ельдарханова та секретаря Північно-Кавказького бюро ВКП(б) А. Мікояна був обраний членом ревкому Чеченського АО. Після встановлення Радянської влади в Чечні, будучи членом Ревкому рад, шейх Алі Мітаєв навів лад по всій території Чечні, після чого припинилися напади на потяги, що проходять через Чечню. Завдяки Алі Мітаєву Радянська влада зміцнилася у Чечні.
8 березня 1924 був заарештований за звинуваченням у підготовці контрреволюційного заколоту на Північному Кавказі в союзі з грузинськими націоналістами. Утримувався в ростовській в'язниці, доставлявся на допити на Луб'янку (Москва). Розстріляний чекістами у вересні 1925 року в центральній в'язниці Ростова-на-Дону.

### Сім'я
Батько — Бамат-Гірей-Хаджі Мітаєв (≈1838, Автури — 13.9.1914, Калуга), шейх.
Брат — Умар.
Дочка — Кадієва (Мітаєва) Айшат (1914—2000)
Дочка — Епендієва (Мітаєва) Коку (1922-)
Син — Сулейманов Хусейн (Азак) Алійович (1925—1990)
Син — Алієв Хамзат Алійович (1916—1940)

## Пам'ять
- На честь А. Мітаєва у 2010 р. було перейменовано вулицю Первомайська міста Грозний.
- У селі Чечен-аул центральна вулиця носить ім'я Шейха Алі Мітаєва.
- У селищі Автури одна з вулиць названа на честь Алі Мітаєва.